# Гонконгский университет
Университет Гонконга (англ. The University of Hong Kong или HKU; кит. 香港大學) — старейшее высшее учебное заведение Гонконга, основанное в 1911 году в период зависимости Гонконга от Великобритании. Язык обучения — английский.
Согласно рейтингу британского журнала «Times Higher Education», Гонконгский университет занимает 4-е место в Азии и 30-е место в мире.
По данным на 2019—2020 гг., в университете обучается 14 435 человек, включая 3914 студентов бакалавриата, 5748 магистрантов, 554 аспиранта-исследователя и 4 219 иностранных студентов.

## История
Университет берёт свои истоки от бывшего гонконгского Медицинского колледжа для китайцев, основанного Лондонским миссионерским обществом в 1887 году. Позже, он станет медицинским факультетом университета. Сам колледж примечателен тем, что был альма матер «отца нации» Сунь Ятсена.
Университет был основан в 1911 году. Тогдашний губернатор Гонконга, Фредерик Лугард, чувствовал необходимость создания университета в Гонконге также для того, чтобы конкурировать с другими державами, основывающими свои университеты в Китае, так Пруссия открыла в Шанхае университет Тунцзи.
Первоначально университет делал больший акцент на гуманитарные науки, хотя был открыт и медицинский факультет. Со временем были основаны инженерный факультет и факультет искусств. В декабре 1916 университет провёл своё первое собрание с 23 выпускниками и 5 почётными выпускниками. Начиная с второй половины 1920-х гг. большее внимание стало уделяться восточной культуре.
В 1941 году, во время Японского вторжения, здание университета получило повреждения, университет был закрыт до 1945 года.
После Второй мировой войны восстановлен и открыт вновь. В 1967 был основан факультет социальных наук, в 1969 — юридический факультет. Число студентов в 1961 возросло в 4 раза по сравнению с 1941.
В 2001 году был создан факультет экономики и бизнеса, десятый в университете. В Гонконгском университете обучается наибольшее в районе число студентов, всего около 10 % от общего числа студентов Гонконга.

## Территория
Главный кампус университета занимает территорию в 160 000 м² на Бонхам Роуд и Пок Фу Лам Роуд, на острове Гонконг. Это один из немногих оставшихся примеров британской колониальной архитектуры в Гонконге.
Медицинский факультет находится в 4,5 км к юго-западу от главного кампуса, в Южном округе. Кроме того, университет включает в себя сельскохозяйственный исследовательский центр в Новых территориях и институт морских наук на мысе д’Агилар на острове Гонконг.

## Факультеты
- Faculty of Architecture
- Faculty of Arts
- Faculty of Business and Economics
- Faculty of Dentistry
- Faculty of Education
- Faculty of Engineering
- Faculty of Law
- Li Ka Shing Faculty of Medicine
- Faculty of Science
- Faculty of Social Sciences

## Ректоры университета
- 1912—1918 Сэр Чарльз Элиот
- 1918—1921 Профессор Г. П. Джордан
- 1921—1924 Сэр Уильям Браньейт
- 1924—1937 Сэр Уильям Хорнелл
- 1937—1949 Доктор Данкен Слосс
- 1949—1964 Сэр Линдсей Тасмен Райд
- 1964—1965 Доктор У. К. Дж. Ноулз
- 1965 Профессор А. Джю С. Макфэдзин
- 1965—1972 Доктор Кеннет Эрнест Робинсон
- 1972—1986 Профессор Рейсон Ли-сунг Хуанг
- 1986—1995 Профессор Ванг Гунву
- 1996—2000 Профессор Патрик Йю-чунг Ченг
- 2000—2002 Профессор Уильям Йен Рис Дэвис
- 2002—2014 Профессор Лап-чи Цуй
- 2014 — Профессор Петер Уильям Мэтисон